# East 78th Street Houses

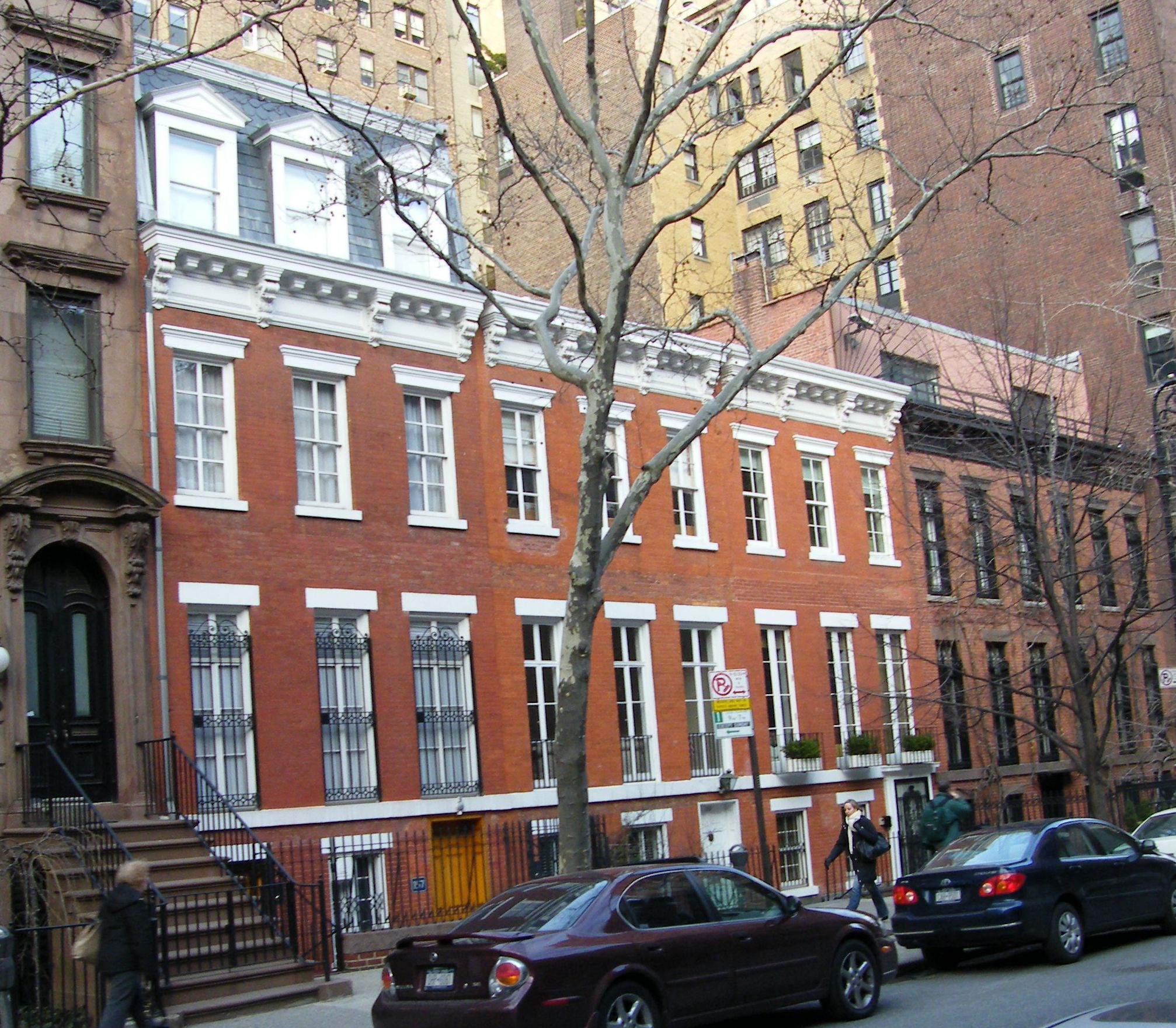
Ansicht der Häuserreihe, von links 157–165 East 78th (2009)

East 78th Street Houses, eigentlich Houses at 157-165 East 78th Street, sind fünf mit Ziegelstein errichtete Reihenhäuser an der East 78th Street in Manhattan in New York City. Sie sind der Rest einer ursprünglich elf Häuser umfassenden Gruppe, die 1861 erbaut wurde, als das Viertel im Rahmen des Ausbaus einer Eisenbahnlinie entstand.
Sie gehören zu den ältesten Stadthäusern an der Upper East Side. Sie wurden teilweise später ergänzt und umgebaut, die beiden östlichen wurden zusammengefasst. Die historische Integrität war dennoch ausreichend groß, dass sie am 18. April 1968 von der New Yorker Landmarks Preservation Commission als Denkmal ausgewiesen und 1980 in das National Register of Historic Places aufgenommen wurden.

## Beschreibung der Gebäude

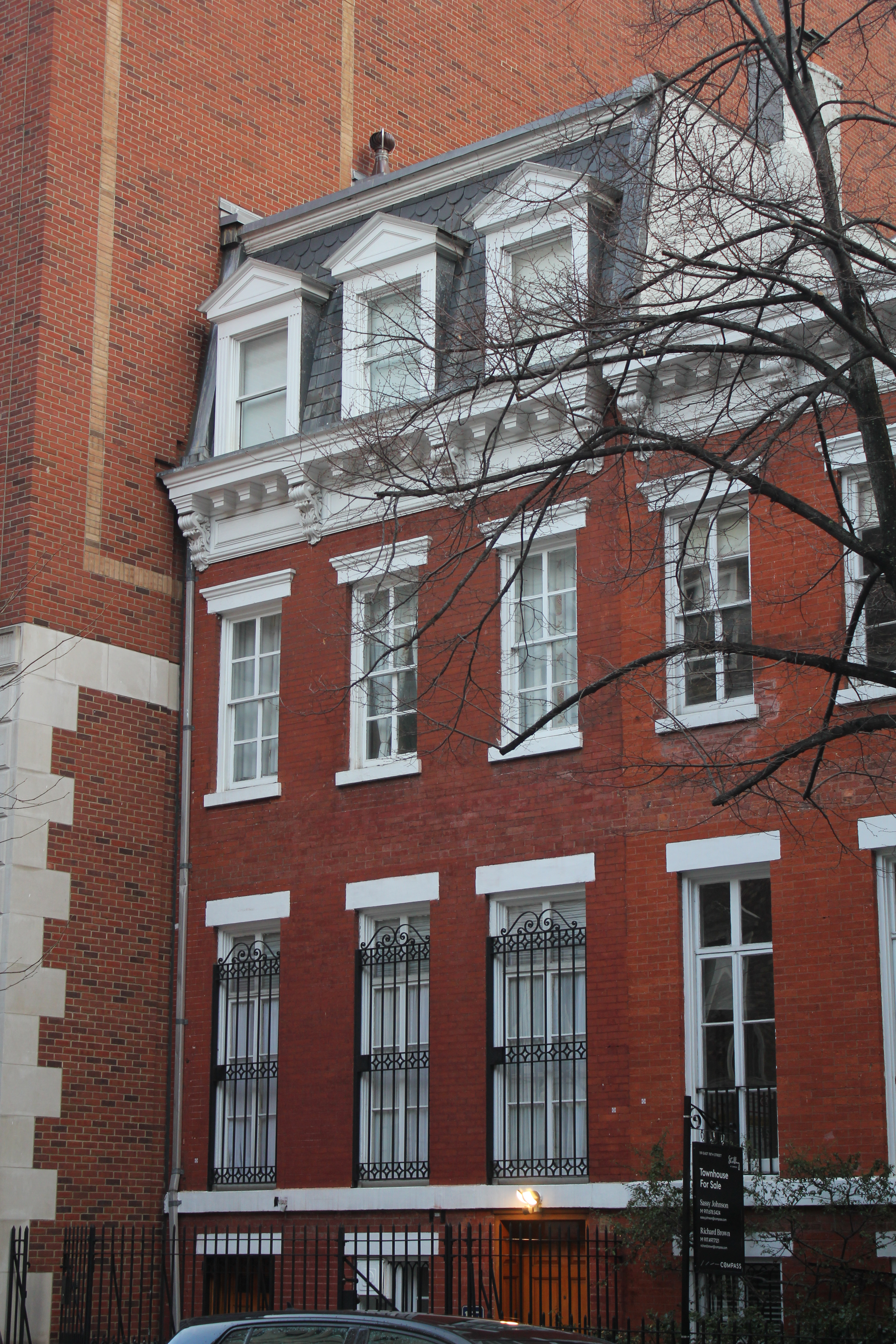
157 East 78th Street im Jahr 2022

Die Häuserreihe umfasst die Gebäude 157–165 East 78th Street und liegt an der Nordseite der Straße zwischen Third Avenue und Lexington Avenue. Sie liegt am westlichen Ende des Stadtblocks und somit näher an der Lexington Avenue und direkt außerhalb des Upper East Side Historic Districts am südlichen Rand von Viertel Yorkville. Die Nachbarschaft besteht aus Wohngebäuden, zumeist aus ähnlichen, aber größeren Gebäuden und Appartementgebäuden.
Die Häuser stehen auf Parzellen, die rund 5,5 m beziehungsweise 18 Fuß breit und 31,1 m (102 Fuß) tief sind; die Häuser selbst bedecken jedoch nur die vorderen 12,2 m (40 Fuß) der Parzellen. Das Kellergeschoss ist freigestellt, darüber befinden sich zwei Stockwerke, sodass optisch der Eindruck von drei Stockwerken entsteht. Der Haupteingang liegt unterhalb des Straßenniveaus. Das westlichste der fünf Häuser, 157, hat ein später hinzugefügtes schiefergedecktes Mansarddach mit drei Dachgaubenfenstern. Die beiden östlichen Häuser, 163 und 165, wurden in ein Haus umgebaut und erhielten auf dem Dach ein Penthouse.
Die Häuser haben eine einigermaßen gleiche Gestaltung; Fensterstürze und Gesimse wurden an den Häusern 163/165 schwarz und bei den drei andern Häusern weiß gestrichen, ebenso die Fenstersprossen. Ein Brownstone-Gürtel läuft über alle fünf der Häuser zwischen dem Kellergeschoss und dem ersten Stock; dieser Gürtel ist an den Häusern 163/165 nicht gestrichen. Die einfachen Fensterstürze sind ähnlich ausgeführt. Das Gesims aus gepresstem Metall an der Dachtraufe ist an allen fünf Häusern gleich und wird von gerundeten Konsolen getragen, die in Akanthusblätter gefasst sind.
Die Fenster am ersten Stock von Haus 157 werden von dekorativen Fenstergittern geschützt. Die Eingangstüre des Hauses ist geschliffen und nicht weiß gestrichen. Der eiserne Zaun um die Terrasse ist höher als bei Haus 159 nebenan und identisch zu dem von 163/165.

## Geschichte

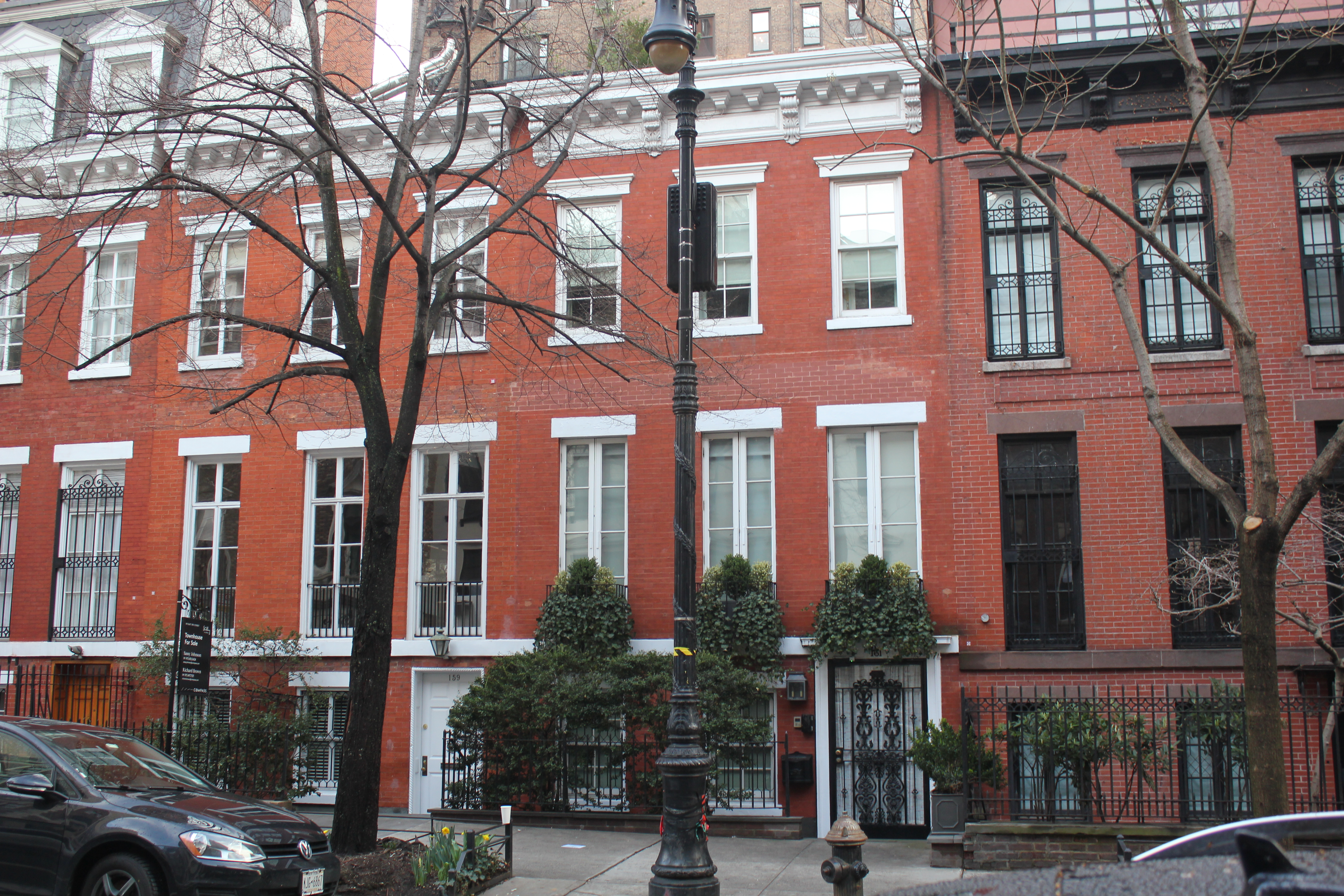
Gebäude 157 bis 163 v. l. n. r.

Die Eröffnung der Third Avenue Railway machte das damalige Village of Yorkville interessant für Bauunternehmer, da dieses Örtchen nun im Einzugsbereich der Midtown und von Lower Manhattan lag. Die Stadt entwickelte sich bereits rasch nordwärts, und wohlhabende Bewohner hatten sich entlang der Fifth Avenue bis zur 42nd Street große Herrenhäuser gebaut.
Um 1860 waren nur wenige Straßen nördlich der 42nd Street planiert. In diesem Jahr wurde die East 78th Street eröffnet, und ein Maler mit dem Namen John Turner kaufte die Parzellen 24–28. Da die Landpreise stiegen, waren die Häuser schmaler als die früher im Jahrhundert gebauten Häuser im Federal- und neoklassizistischen Stil, und beim Bau wurden statt der teureren Brownstone-Ziegel Backsteine verwendet.
Der Bauunternehmer Henry Armstrong errichtete die ursprünglich aus elf Häusern bestehende Reihe ein Jahr später als Spekulationsobjekt. Er fand willige Käufer, für die der niedrigere Kaufpreis ein lohnender Ausgleich für den längeren Weg zur Arbeit war. Alle Häuser wurden 1861 fertiggestellt, sodass die noch bestehenden fünf Bauwerke heute zu den ältesten Häusern an der Upper East Side gehören, noch älter als die sechs Häuser 208–218 East 78th, die zwar Teil einer ursprünglich aus 15 Gebäuden bestehenden Häuserreihe waren, deren Bau ebenfalls 1861 begann, die jedoch aufgrund von Materialmangels während des Sezessionskrieges erst vier Jahre später vollendet wurde.
Später im 19. Jahrhundert wurde zu Haus 157 das Mansarddach hinzugefügt, was ein typisches Merkmal für den Baustil des Second Empire war. Die Häuser 163 und 165 erhielten 1911 ein drittes, leicht zurückversetztes Stockwerk und wurden vereinigt. In der zweiten Hälfte des 20. Jahrhunderts wurden die anderen Häuser abgerissen, um Platz für die größeren Appartementblöcke zu schaffen, die sich auf den Grundstücken heute befinden. Die ursprünglichen Stadtveranden wurden bei den verbliebenen Häusern entfernt, und die ehemaligen Dienstboteneingänge wurden zu den Haupteingängen. Ansonsten gab es an den fünf Häusern, die heute privaten Wohnzwecken dienen, bis zur Aufnahme in das National Register keine Veränderungen.